# 譚凱邦

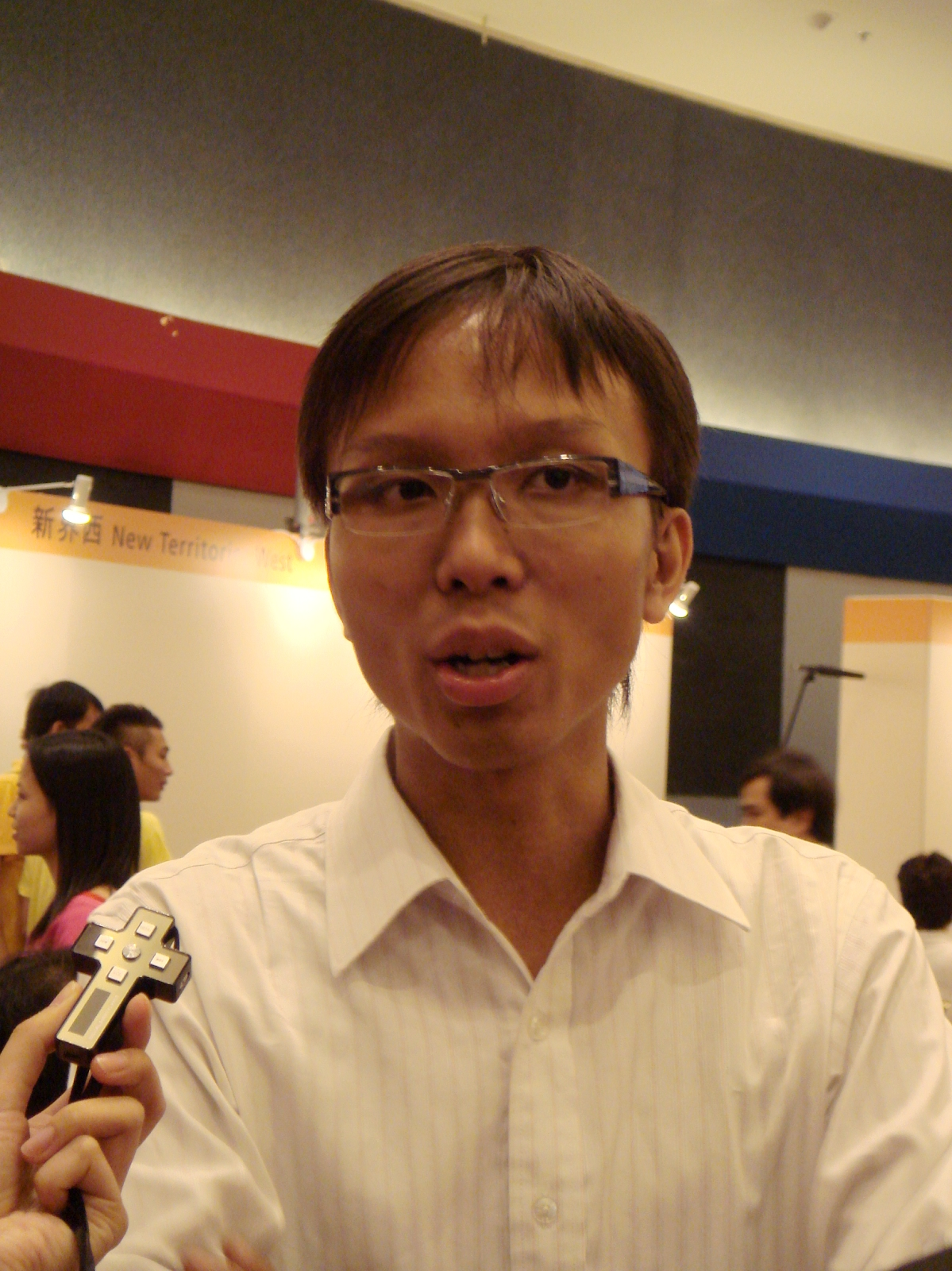
譚凱邦

譚 凱邦（たん がいほう、英文名：Roy Tam、1980年-），香港の環保触覚の創立者及び現任の団長，中学校の教師である。香港の立法会を参選したのを皮切り、知名度が高くなってきた。そして、彼は常に香港の新聞もしくはテレビなどのマスコミで自分の意見もしくは出張などを発表している。

## 紹介
譚凱邦は2000年に香港中文大学の環境科学を卒業し、香港の屯門にある順徳聯誼総会梁銶琚中学で、教師としてコンピューター、総合科学、生物及び通識教育の四つ科目を教えている。その前、2006年まで仁愛堂田家炳中学で教師を担当した。
2002年に、小、中学校に対象しており、自然足印という環境保護の教育団体を成立し、2004年まで団長を務めていた。
2004年に、環保触覚を成立し、環境保護に関する活動を積極的に推進している。
2008年に、譚凱邦は香港の民主党などに支えられ、立法会の選挙を参選したものの、当選しなかった。
2011年12月11日に、中学時代のスクールメートと結婚式を行われた。
2015年11月に、区議會の選挙を参選し、当選した。2016年1月から就任。

## タイセイヨウクロマグロに関する事件
譚凱邦が所属する環保触覚がFacebookで支持者を集め、2011年1月8日に、香港の旺角にある板前寿司の支店の前で抗議した。その原因は2011年1月5日に、香港の「板長寿司」は、4年間続いて築地の中央卸売市場の恒例の初競りで、高額で絶滅のおそれがあるタイセイヨウクロマグロを買っていたからである。